# Bullet in a Bible
Bullet in a Bible —en español: Bala en una Biblia— es una recopilación especial de la banda estadounidense de punk rock Green Day, que logró vender más de tres millones de copias en todo el mundo. La recopilación incluye un DVD y un CD grabados en vivo durante la presentación de la banda el 18 y 19 de junio de 2005 en el Milton Keynes National Superbowl en Milton Keynes, cerca de Londres, Inglaterra, en junio de 2005, como parte del American Idiot World Tour.
Fue comercializado por Reprise Records, la misma compañía que produjo el aclamado CD American Idiot. El proyecto estuvo a cargo de Samuel Bayer, mismo director que dirigió los videos American Idiot, Boulevard of Broken Dreams, Holiday, Wake Me Up When September Ends y Jesus of suburbia, videos que presentaron al público el nuevo concepto musical de Green Day.
El nombre de Bullet in a Bible surgió de la visita de la banda al Museo Imperial de la Guerra mientras estuvieron en Inglaterra, tras ver una bala atravesando una Biblia que salvó la vida de su dueño. Según la revista Rolling Stone, Bullet In a Bible fue el séptimo mayor concierto de los mejores 100 de la historia del rock y en el caso de la música punk es considerado hasta hoy en día el más grande y el más exitoso.

## Lista de canciones
La lista es la misma para el DVD y el CD:

Todas las canciones escritas y compuestas por Billie Joe Armstrong, excepto las indicadas. 
| N.º   | Título                                                                              | Álbum          | Duración |  |
| 1.    | «American Idiot»                                                                    | American Idiot | 4:32     |  |
| 2.    | «Jesus of Suburbia»                                                                 | American Idiot | 9:23     |  |
| 3.    | «Holiday»                                                                           | American Idiot | 4:12     |  |
| 4.    | «Are We The Waiting»                                                                | American Idiot | 2:49     |  |
| 5.    | «St. Jimmy»                                                                         | American Idiot | 2:55     |  |
| 6.    | «Longview»                                                                          | Dookie         | 4:44     |  |
| 7.    | «Hitchin' a Ride»                                                                   | Nimrod         | 4:03     |  |
| 8.    | «Brain Stew»                                                                        | Insomniac      | 3:02     |  |
| 9.    | «Basket Case (canción)»                                                             | Dookie         | 2:58     |  |
| 10.   | «King for a Day/Shout» (Shout es originalmente interpretada por The Isley Brothers) | Nimrod         | 8:47     |  |
| 11.   | «Wake Me Up When September Ends»                                                    | American Idiot | 5:03     |  |
| 12.   | «Minority»                                                                          | Warning        | 4:19     |  |
| 13.   | «Boulevard Of Broken Dreams»                                                        | American Idiot | 4:44     |  |
| 14.   | «Good Riddance (Time of Your Life)»                                                 | Nimrod         | 3:26     |  |
| 64:57 |                                                                                     |                |          |  |

El DVD incluye entrevistas entre canción y entrevistas con los integrantes del grupo a modo de documental, componiendo un DVD con una duración de casi 2 horas.
En el álbum, son omitidas
1. Jaded
2. Knowledge
3. She
4. Maria
5. We are the Champions (cover de Queen)
6. Homecoming

La lista original del concierto es
1. American Idiot
2. Jesus of Suburbia
3. Holiday
4. Are we the Waiting
5. St. Jimmy
6. Longview
7. Hitchin' a Ride
8. Brain Stew
9. Jaded
10. Knowledge
11. Basket Case
12. She
13. King for a Day/Shout
14. Wake Me Up When September Ends
15. Minority
16. Maria (1.er día)
17. Boulevard of Broken Dreams
18. We are the Champions (1.er día)
19. Homecoming (2.º día)
20. Good Riddance (Time of Your Life)

Se dice que una de las razones por las que no se introdujeron: "Jaded", "Knowledge", "She", "Maria", "We are the Champions" y "Homecoming" fue por varios motivos, entre ellos los derechos de autor de la canción "Knowledge", que pertenece a la banda Operation Ivy, y "We are the Champions", del grupo Queen.
Lo más extraño es que no introdujeron sus propias canciones: "Jaded", "She", "Maria" y "Homecoming". Se dice que pensaban realizar una votación entre los fanes que pertenecieran a Idiot Club para las canciones pero quisieron elegir las canciones que más les gustaban.
- Dato: En la entrevista anterior a King for a Day/Shout se puede oír Jaded y Knowledge mientras Sam Bayer está hablando.
- Dato 2: En la entrevista anterior de Boulevard of Broken Dreams se puede ver y escuchar el grito de Billie Joe en She.

## Posicionamiento
| Listas (2005)                   | Posición |
| ------------------------------- | -------- |
| Australia Top 40 Music DVD      | 1        |
| Australian Albums Chart         | 2        |
| Austrian Albums Chart           | 1        |
| Argentinean Albums Chart        | 1        |
| Belgian Albums Chart (Flanders) | 1        |
| Belgian Albums Chart (Wallonia) | 1        |
| Canadian Albums Chart           | 1        |
| Denmark Albums Chart            | 1        |
| Dutch Albums Chart              | 1        |
| Finnish Albums Chart            | 1        |
| France Albums Chart             | 1        |
| German Album Charts             | 2        |
| Greek Albums Chart              | 1        |
| Hungarian Albums Chart          | 1        |
| Irish Albums Chart              | 1        |
| Italian Albums Chart            | 1        |
| Japanese Albums Chart           | 1        |
| Mexican Albums Chart            | 1        |
| Norwegian Albums Chart          | 2        |
| Poland Albums Chart             | 2        |
| Portugal Albums Chart           | 1        |
| Scottish Albums Chart           | 1        |
| Spain Albums Chart              | 1        |
| Swedish Albums Chart            | 1        |
| Swiss Albums Chart              | 1        |
| UK Albums Chart                 | 2        |